# Panamericansaurus
Panamericansaurus é um gênero de dinossauro saurópodo do Cretáceo Superior da Argentina e que recebeu esse nome por causa da empresa Pan American Energy. Há uma única espécie descrita para o gênero Panamericansaurus schroederi.